# Mauritaanse ouguiya
De Mauritaanse ouguiya is de munteenheid van Mauritanië. Eén ouguiya is vijf khoums en is daarmee naast de Malagassische ariary de enige muntheenheid die niet gebaseerd is op decimalen. De khoums wordt echter nauwelijks gebruikt, hij is een fractie van een eurocent waard. De ouguiya is een inheems Mauritaans woord en betekent ons in het Hassaniya.
De volgende munten worden gebruikt: 1/5, 1, 5, 10, 20 ouguiya. Het papiergeld is beschikbaar in 50, 100, 200, 500 en 1000 ouguiya.
Frans West-Afrika gaf zijn eigen munteenheid (XAOF) uit vanaf 1901. Franse munteenheden mochten ook gebruikt worden. Sommige Britse munten en Maria Theresa daalders circuleerden hier in de jaren twintig van de 20e eeuw. In december 1945 werd de CFA-frank (XCOF) geïntroduceerd (Franc des Colonies Françaises d'Afrique). Vanaf 1958 werd geld van de Banque Centrale des États de l'Afrique de l’Ouest (XOF) gebruikt. In Mauritanië werd een speciale markering "E" op het geld aangebracht. In 1973 trok Mauritanië zich terug uit deze munteenheid en verving die door de ouguiya (MRO). De ouguiya had toen een waarde van 5 CFA-franken. In 2018 werd er een revaluatie doorgevoerd (10 MRO = 1 MRU) en werden er nieuwe munten en bankbiljetten van polymeer ingevoerd. 